# Puchar Europy Mistrzów Klubowych (1991/1992)
XXXVII Puchar Europy Mistrzów Klubowych 1991/1992

(ang. European Champion Clubs’ Cup)

## I runda
| FC Barcelona – Hansa Rostock 3:0 i 0:1 1 18.09 1991 1:0 M. Laudrup 25, 2:0 M. Laudrup 46, 3:0 Goikoetxea 76 2 02.10 1991 0:1 Spies 64                                                                                            |
| 1. FC Kaiserslautern – Etyr Wielkie Tyrnowo 2:0 i 1:1 1 17.09 1991 1:0 Funkel 38k, 2:0 Funkel 73 2 02.10 1991 0:1 Czerwenkow 43, 1:1 Degen 90                                                                                    |
| Union Luxembourg – Olympique Marsylia 0:5 i 0:5 1 18.09 1991 0:1 Papin 11, 0:2 D. Xuereb 15, 0:3 Papin 32, 0:4 Sauzée 45, 0:5 Papin 85k 2 02.10 1991 0:1 Papin 15, 0:2 Papin 47, 0:3 Angloma 56, 0:4 Eyraud 60, 0:5 D. Xuereb 80 |
| Sparta Praga – Rangers 1:0 i 1:2 (dog) 1 18.09 1991 1:0 Nemec 20 2 02.10 1991 0:1 McCall 48, 0:2 94, 1:2 Nisbet 97s |
| Ħamrun Spartans – SL Benfica 0:6 i 0:4 1 18.09 1991 0:1 Pacheco 30, 0:2 Juran 32, 0:3 Juran 35, 0:4 Juran 50, 0:5 Rui Aguas 75, 0:6 Juran 83 2 02.10 1991 0:1 Isaías 52, 0:2 César Brito 70, 0:3 Yuran 73, 0:4 Madeira 75        |
| Arsenal F.C. – Austria Wiedeń 6:1 i 0:1 1 18.09 1991 1:0 A. Linighan 38, 2:0 Smith 50, 3:0 Smith 52, 3:1 A. Ogris 56, 4:1 Smith 65, 5:1 Smith 66, 6:1 Limpar 79 2 02.10 1991 0:1 Stöger 68k                                      |
| Brøndby IF – Zagłębie Lubin 3:0 i 1:2 1 18.09 1991 1:0 Christofte 53k, 2:0 Ekelund 58, 3:0 Okechukwu 61 2 02.10 1991 1:0 Vilfort 28, 1:1 Czachowski 60, 1:2 Grech 72                                                             |
| Helsingin Jalkapalloklubi – Dynamo Kijów 0:1 i 0:3 1 18.09 1991 0:1 Kowalec 12 2 02.10 1991 0:1 Kowalec 28, 0:2 Moroz 48, 0:3 Gricyna 72                                                                                         |
| Knattspyrnufélagið Fram – Panathinaikos AO 2:2 i 0:0 1 18.09 1991 0:1 Christodoulou 38, 1:1 Ragnarsson 57, 2:1 Amthorsson 62, 2:2 Christodoulou 72 2 02.10 1991                                                                  |
| IFK Göteborg – Flamurtari Wlora 0:0 i 1:1 1 18.09 1991 2 02.10 1991 0:1 V. Daullia 26, 1:1 Ekström 68 |
| Beşiktaş JK – PSV Eindhoven 1:1 i 1:2 1 18.09 1991 0:1 Ellerman 27, 1:1 Mehmet 80k 2 02.10 1991 1:0 Metin 4, 1:1 Vanenburg 24, 1:2 Kalusha                                                                                       |
| RSC Anderlecht – Grasshopper Club Zürich 1:1 i 3:0 1 18.09 1991 1:0 de Grijse 43, 1:1 Nemtsoudis 65 2 02.10 1991 1:0 Nilis 8, 2:0 Nilis 24, 3:0 Nilis 81 (mecz w Bernie)                                                         |
| FK Crvena zvezda – Portadown 4:0 i 4:0 1 17.09 1991 1:0 Tanjga 15, 2:0 Stošić 37, 3:0 S. Mihajlović 77, 4:0 S. Mihajlović 85 (mecz w Szeged) 2 02.10 1991 1:0 Ratković 19, 2:0 Pančev 38, 3:0 Ratković 54, 4:0 Radinović 87      |
| Universitatea Krajowa – Apollon Limassol 2:0 i 0:3 1 18.09 1991 1:0 A.Popescu 21k, 2:0 Agalliu 69 2 02.10 1991 0:1 Ptak 9k, 0:2 Beširević 56, 0:3 Beširević 80                                                                   |
| Budapesti Honvéd SE – Dundalk 1:1 i 2:0 1 18.09 1991 0:1 McEvoy 30, 1:1 Negrau 83 2 02.10 1991 1:0 Pisont 24, 2:0 Pisont 29 |
| UC Sampdoria – Rosenborg BK 5:0 i 2:1 1 18.09 1991 1:0 Lombardo 11, 2:0 Dossena 26, 3:0 Dossena 57, 4:0 Silas 76, 5:0 Lombardo 84 2 02.10 1991 0:1 Strand 83, 1:1 Vialli 85, 2:1 Mancini 90k                                     |

## II runda
| FC Barcelona – 1. FC Kaiserslautern 2:0 i 1:3 1 23.10 1991 1:0 Beguiristain 44, 2:0 Beguiristain 52 2 06.11 1991 0:1 Hotić 35, 0:2 Hotić 49, 0:3 Goldbaek 76, 1:3 Bakero 90                     |
| Olympique Marsylia – Sparta Praga 3:2 i 1:2 1 23.10 1991 1:0 Waddle 33, 2:0 Papin 56, 3:0 Papin 59, 3:1 Vrabec 63k, 3:2 Kukleta 78k 2 06.11 1991 0:1 Frýdek 38, 0:2 Siegl 69, 1:2 Abedi Pelé 86 |
| SL Benfica – Arsenal F.C. 1:1 i 3:1 (dog) 1 23.10 1991 1:0 Isaías 15, 1:1 Campbell 19 2 06.11 1991 0:1 Pates 20, 1:1 Isaías 38, 2:1 Kulkow 99, 3:1 Isaías 107                                   |
| Dynamo Kijów – Brøndby IF 1:1 i 1:0 1 23.10 1991 0:1 K. Nielsen 12, 1:1 Salenko 77k 2 06.11 1991 1:0 Jakowienko 7                                                                               |
| Panathinaikos AO – IFK Göteborg 2:0 i 2:2 1 23.10 1991 1:0 Saravakos 27, 2:0 Marangos 49 2 06.11 1991 0:1 Svensson 24, 0:2 Ekström 38, 1:2 Saravakos 60, 2:2 Saravakos 81k                      |
| PSV Eindhoven – RSC Anderlecht 0:0 i 0:2 1 23.10 1991 2 06.11 1991 0:1 de Grijse 10, 0:2 Boffin 90                                                                                              |
| FK Crvena zvezda – Apollon Limassol 3:1 i 2:0 1 23.10 1991 1:0 Pančev 16, 1:1 Ptak 41, 2:1 Lukić 70, 3:1 Savićević 83k (mecz w Szeged) 2 06.11 1991 1:0 Savićević 48, 2:0 Lukić 79k             |
| Budapesti Honvéd SE – UC Sampdoria 2:1 i 1:3 1 23.10 1991 1:0 Pisont 52, 1:1 Toninho Cerezo 56, 2:1 Cservenkai 72 2 06.11 1991 0:1 Lombardo 10, 0:2 Vialli 27, 0:3 Vialli 46, 1:3 Pari 65s      |

## III runda

### Grupa 1
| UC Sampdoria – FK Crvena zvezda 2:0 (1:0) - 27.11 1991 1:0 Nedeljković 7s, 2:0 Vialli 74                                                                |
| RSC Anderlecht – Panathinaikos AO 0:0 - 27.11 1991 |
| Panathinaikos AO – UC Sampdoria 0:0 - 11.12 1991 |
| FK Crvena zvezda – RSC Anderlecht 3:2 (1:1) - 12.12 1991 1:0 Ratković 19, 1:1 Lamptey 33, 1:2 Nilis 55, 2:2 Ivić 70, 3:2 Pančev 88 (mecz w Budapeszcie) |
| Panathinaikos AO – FK Crvena zvezda 0:2 (0:0) - 04.03 1992 0:1 Pančev 70, 0:2 Pančev 87                                                                 |
| RSC Anderlecht – UC Sampdoria 3:2 (0:1) - 04.03 1992 0:1 Vialli 26, 1:1 de Grijse 53, 1:2 Vialli 63, 2:2 Nilis 66, 3:2 Nilis 88                         |
| UC Sampdoria – RSC Anderlecht 2:0 (2:0) - 18.03 1992 1:0 Lombardo 33, 2:0 Mancini 35                                                                    |
| FK Crvena zvezda – Panathinaikos AO 1:0 (0:0) - 18.03 1992 1:0 S. Mihajlović 53 k (mecz w Sofii)                                                        |
| Panathinaikos AO – RSC Anderlecht 0:0 - 01.04 1992 |
| FK Crvena zvezda – UC Sampdoria 1:3 (1:2) - 01.04 1992 1:0 S. Mihajlović 19, 1:1 Katanec 34, 1:2 Vasilijević 41s, 1:3 Mancini 76 (mecz w Sofii)         |
| RSC Anderlecht – FK Crvena zvezda 3:2 (2:1) - 15.04 1:0 Oliveira 3, 1:1 Pančev 7, 2:1 Bosman 44, 2:2 Čula 80, 3:2 de Grijse 82                          |
| UC Sampdoria – Panathinaikos AO 1:1 (1:1) - 15.04 0:1Marangos 27, 1:1 Mancini 36                                                                        |

| Poz | Klub             | Mecze | Zw | Rem | Por | Pkt | BrZd | BrStr |
| --- | ---------------- | ----- | -- | --- | --- | --- | ---- | ----- |
| 1   | UC Sampdoria     | 6     | 3  | 2   | 1   | 8   | 10   | 5     |
| 2   | FK Crvena zvezda | 6     | 3  | 0   | 3   | 6   | 9    | 10    |
| 3   | RSC Anderlecht   | 6     | 2  | 2   | 2   | 6   | 8    | 9     |
| 4   | Panathinaikos AO | 6     | 0  | 4   | 2   | 4   | 1    | 4     |

### Grupa 2
| FC Barcelona – Sparta Praga 3:2 (2:1) - 27.11 1991 1:0 Amor 14, 1:1 Vrabec 18, 2:1 M.Laudrup 34, 3:1 Bakero 61, 3:2 Nemeček 64     |
| Dynamo Kijów – SL Benfica 1:0 (1:0) - 27.11 1991 1:0 Salenko 31                                                                    |
| Sparta Praga – Dynamo Kijów 2:1 (2:0) - 11.12 1:0 Nemeček 13, 2:0 Vrabec 22, 2:1 Sharan 55                                         |
| SL Benfica – FC Barcelona 0:0 - 11.12                                                                                              |
| Dynamo Kijów – FC Barcelona 0:2 (0:1) - 04.03 1992 0:1 Stoiczkow 32, 0:2 Julio Salinas 67                                          |
| SL Benfica – Sparta Praga 1:1 (0:1) - 04.03 1992 0:1 Novotny 32, 1:1 Pacheco 53k                                                   |
| Sparta Praga – SL Benfica 1:1 (1:1) - 18.03 1992 0:1 César Brito 29, 1:1 Chovanec 45                                               |
| FC Barcelona – Dynamo Kijów 3:0 (0:0) - 18.03 1992 1:0 Stoiczkow 59, 2:0 Stoiczkow 83, 3:0 Julio Salinas 87                        |
| Sparta Praga – FC Barcelona 1:0 (0:0) - 01.04 1992 1:0 Siegl 66                                                                    |
| SL Benfica – Dynamo Kijów 5:0 (1:0) - 01.04 1992 1:0 César Brito 25, 2:0 César Brito 63, 3:0 Isaías 71, 4:0 Juran 81, 5:0 Juran 87 |
| Dynamo Kijów – Sparta Praga 1:0 (0:0) - 15.04 1992 1:0 Salenko 83                                                                  |
| FC Barcelona – SL Benfica 2:1 (2:1) - 15.04 1992 1:0 Stoiczkow 12, 2:0 Bakero 24 – César Brito 28                                  |

| Poz | Klub           | Mecze | Zw | Rem | Por | Pkt | BrZd | BrStr |
| --- | -------------- | ----- | -- | --- | --- | --- | ---- | ----- |
| 1   | FC Barcelona   | 6     | 4  | 1   | 1   | 9   | 10   | 4     |
| 2   | Sparta Praga   | 6     | 2  | 2   | 2   | 6   | 7    | 7     |
| 3   | SL Benfica     | 6     | 1  | 3   | 2   | 5   | 8    | 5     |
| 4   | / Dynamo Kijów | 6     | 2  | 0   | 4   | 4   | 3    | 12    |

## Finał
| 20 maja 1992 Londyn Stadion Wembley (70 827) FC Barcelona – UC Sampdoria 1:0 (0:0, 0:0) Sędzia: Aron Schmidhuber (Niemcy) Bramki: 1:0 Ronald Koeman 112 Żółte kartki: Bakero / Mannini, Vierchowod, Mancini Futbol Club Barcelona (trener Johan Cruijff): Andoni Zubizarreta (kapitan) – Eusebio Sacristán, Albert Ferrer, Ronald Koeman, Nando, Juan Carlos, José Mari Bakero, Josep Guardiola (113 José Ramón Alexanko), Michael Laudrup, Julio Salinas (64 Jon Andoni Goicoechea), Christo Stoiczkow Unione Calcio Sampdoria (trener Vujadin Boškov): Gianluca Pagliuca – Moreno Mannini, Marco Lanna, Pietro Vierchowod, Srečko Katanec, Attilio Lombardo, Fausto Pari, Toninho Cerezo, Ivano Bonetti (72 Giovanni Invernizzi), Gianluca Vialli (100 Renato Buso), Roberto Mancini (kapitan) |